# Tiporus centralis
Tiporus centralis är en skalbaggsart som först beskrevs av Watts 1978.  Tiporus centralis ingår i släktet Tiporus och familjen dykare. Inga underarter finns listade i Catalogue of Life.